# Episodi di NCIS - Unità anticrimine (sedicesima stagione)
La sedicesima stagione della serie televisiva NCIS - Unità anticrimine, composta da 24 episodi, è stata trasmessa in prima visione assoluta negli Stati Uniti d'America sul canale CBS dal 25 settembre 2018 al 21 maggio 2019.
In Italia la prima parte della stagione (episodi nº 1-12) è andata in onda su Rai 2 dal 31 marzo al 16 giugno 2019; la seconda (episodi nº 13-24) è stata trasmessa dal 7 settembre al 16 novembre 2019.
| nº | Titolo originale    | Titolo italiano          | Prima TV USA      | Prima TV Italia   |
| -- | ------------------- | ------------------------ | ----------------- | ----------------- |
| 1  | Destiny’s Child     | Guerra senza fine        | 25 settembre 2018 | 31 marzo 2019     |
| 2  | Love Thy Neighbor   | Ama il tuo vicino        | 2 ottobre 2018    | 7 aprile 2019     |
| 3  | Boom                | Boom                     | 9 ottobre 2018    | 14 aprile 2019    |
| 4  | Third Wheel         | Il terzo incomodo        | 16 ottobre 2018   | 21 aprile 2019    |
| 5  | Fragments           | Schegge di memoria       | 23 ottobre 2018   | 28 aprile 2019    |
| 6  | Beneath the Surface | Oltre le apparenze       | 30 ottobre 2018   | 5 maggio 2019     |
| 7  | A Thousand Words    | Senza arte né parte      | 13 novembre 2018  | 12 maggio 2019    |
| 8  | Friendly Fire       | Fuoco amico              | 20 novembre 2018  | 19 maggio 2019    |
| 9  | Tailing Angie       | Dove eravamo rimasti     | 4 dicembre 2018   | 26 maggio 2019    |
| 10 | What Child Is This  | Il dono                  | 11 dicembre 2018  | 2 giugno 2019     |
| 11 | Toil and Trouble    | Cloro nero               | 8 gennaio 2019    | 9 giugno 2019     |
| 12 | The Last Link       | L'ultimo legame          | 15 gennaio 2019   | 16 giugno 2019    |
| 13 | She                 | La regola dieci          | 12 febbraio 2019  | 7 settembre 2019  |
| 14 | Once Upon a Tim     | Il passato non muore mai | 19 febbraio 2019  | 14 settembre 2019 |
| 15 | Crossing the Line   | Omicidio all'equatore    | 26 febbraio 2019  | 21 settembre 2019 |
| 16 | Bears and Cubs      | Orsi e cuccioli          | 12 marzo 2019     | 28 settembre 2019 |
| 17 | Silent Service      | Sotto la superficie      | 26 marzo 2019     | 5 ottobre 2019    |
| 18 | Mona Lisa           | Monna Lisa               | 2 aprile 2019     | 12 ottobre 2019   |
| 19 | Perennial           | L'ultima a morire        | 9 aprile 2019     | 19 ottobre 2019   |
| 20 | Hail & Farewel      | Rimorsi                  | 16 aprile 2019    | 26 ottobre 2019   |
| 21 | Judge, Jury...      | Giustizia o vendetta     | 30 aprile 2019    | 2 novembre 2019   |
| 22 | ...And Executioner  | Vendetta o giustizia     | 7 maggio 2019     | 9 novembre 2019   |
| 23 | Lost Time           | Tempo perso              | 14 maggio 2019    | 16 novembre 2019  |
| 24 | Daughters           | Figlie                   | 21 maggio 2019    | 16 novembre 2019  |

## Guerra senza fine
- Titolo originale: Destiny’s Child
- Diretto da: Tony Wharmby
- Scritto da: Steven D. Binder

### Trama
Un mese dopo il rapimento del direttore Vance, a Gibbs è stato assegnato il ruolo di direttore; in sua assenza la squadra è concentrata alla ricerca del suo leader in tutto il mondo. Riescono a vedere, dal notiziario in TV, che Vance ha aiutato i suoi rapitori a rapinare una banca. Grazie a una riflessione di Torres, Kasie informa Gibbs che ha delle novità: infatti è riuscita a capire che Vance gli ha lasciato un messaggio in codice, sbattendo gli occhi solo a cinque parole.
Intanto Kayla, la figlia di Vance, viene attaccata mentre si trova a scuola con il suo agente di scorta, che viene ucciso da uno sparo. Fortunatamente Gibbs riesce a intervenire in tempo, grazie al messaggio lasciato da Vance (Kayla: le iniziali delle parole trovate da Kasie), mettendo Kayla al sicuro. Vance riesce a fare una chiamata a Gibbs, grazie a un uomo che si presenta a Vance come agente della CIA Rickman, che però la squadra scopre essere deceduto otto mesi prima. Gibbs, Bishop e Mcgee si recano a una centrale nucleare, dove, a causa di Hakim, tutto si blocca. Riescono a far funzionare tutto grazie a Nick, che rompe delle lampade di lava che criptavano il segnale. Sloane ora si trova con Vance, sotto le mani di Hakim, ma, avendo un localizzatore, riesce a farsi trovare dall'NCIS, catturando una volta per tutte il "mostro", che anche in passato l'aveva catturata e torturata. Vance torna all'NCIS e può riabbracciare sua figlia Kayla. L'episodio finisce con Sloane al cimitero che seppellisce un astuccio, in memoria di alcuni compagni morti per causa di Hakim.
- Guest star : Pej Vahdat (Nigel Hakim), Robin Karfo (Zaiyema), Keon Alexander (Nazy Rickman), Naomi Grace (Kayla Vance), Alexa Hamilton (Sybil Rigg), Chad Lindberg (Joey Peanuts), James A. Watson Jr. (Richard Hasley), Jim Meskimen (Farrel Emerson), Rob Mainord (Myron Holt), Lauren September (Emma Thatcher), Cory Jacob (Rod Beecham), Jessica Gardner (Olivia Kahn) e Danielle Rayne (Leah Siffler).

- Ascolti USA: telespettatori 12 560 000[3]
- Ascolti Italia: telespettatori 1 656 000 – share 6,44%[4]

## Ama il tuo vicino
- Titolo originale: Love Thy Neighbor
- Diretto da: Terrence O’Hara
- Scritto da: Scott Williams

### Trama
Il tenente Davis Mooney viene ritrovato morto ormai decomposto nella vasca idromassaggio da due ragazzi. Mentre il direttore Vance si concede un congedo amministrativo con i suoi figli, la squadra capitanata da Gibbs interroga il vicinato, che ha un atteggiamento strano. Da un interrogatorio scoprono che la famiglia Reynold era stata derubata due settimane prima del ritrovamento, ma il tentativo non è andato a buon fine perché è stato sventato dal vicino Gary. La squadra chiama dal Porto Rico l'ex moglie del tenente, di ritorno per l'avvenuto, la quale racconta che Davis scriveva libri e che ultimamente si era dedicato a una ricerca su una vecchia indagine dove erano morte 9 persone e a ogni persona gli era stato staccato un dente e nell'indagine era coinvolta sua cugina. La sera l'agente Torres e il dottor Palmer decidono di passare una serata insieme, andando a un corso di pittura. Ma avviene un contrattempo, due signori li prendono per i fondelli; Torres e Palmer non esitano a picchiarli finendo in prigione. A prelevarli dalla prigione arriva Gibbs, che consiglia a Torres di andare a casa. La mattina successiva la ex-moglie del sergente consegna a Gibbs una scatola, che aveva ricevuto da Mooney prima di partire per il Porto Rico e le aveva detto che le avrebbe spiegato tutto appena fosse tornata. Dentro la scatola c'erano i 9 denti staccati alle 9 persone. Gibbs decide di far analizzare la scatola e di controllare la professione, la fedina e i collegamenti riguardo alle 9 persone morte di tutto il vicinato. Gibbs scopre che il signor Reynold fa il dentista, allora lo interroga ma lui si dichiara innocente. Poi a un tratto arriva Kasie che lo informa dì qualcosa. Aveva trovato delle tracce di unghia tinta di viola sulla scatola e si ricorda che la signora Reynold aveva quel colore delle unghie.
Sloane e Gibbs vanno dalla signora che la colgono in flagrante con le unghie viola. Lei si dichiara colpevole, spiegando che 7 anni prima uccise quelle 9 persone, ma nel tempo le acque si erano calmate, lei ha avuto un marito, una famiglia. Quando poi il tenente Mooney ha ripreso le ricerche e quando ha capito che era stata lei, è entrato in casa sua e le ha rubato la scatola. Il giorno dopo la signora lo ha ucciso nel tentativo di ritornare in pace, ma così non è stato.
- Guest star: Ben Bodé (Dan Reynolds), Lise Simms (Kenna Reynolds), Robin Patricia McDonald (Loni Braddish), Ralph Cole Jr. (Gary Clifford), David Pressman (Lewis Dacey), Ellie Araiza (Sheila Mooney), Mann Alfonso (Edgar Fitz), Don Brunner (David), Cory Tucker (Brendan), Eliza Shin (Myrna), Nick Alvarez (Jonny).

- Ascolti USA: telespettatori 12 130 000[5]
- Ascolti Italia: telespettatori 1 691 000 – share 6,64%;[6]

## Boom
- Titolo originale: Boom
- Diretto da: Leslie Libman
- Scritto da: Brendan Fehily

### Trama
Due fidanzati stanno compiendo dei furti di pacchi consegnati dal postino. Per vederne il contenuto, la ragazza decide di aprire un pacco appena rubato davanti alla casa del Primo Ufficiale Todd, entrato nella marina da appena due mesi. Appena lo apre, il pacco esplode uccidendo sia lei che il suo ragazzo. La mattina, alla squadra viene detto che, per ordine della Corte Suprema, non è più possibile localizzare i cellulari dei sospettati a meno che non ci sia un mandato. La squadra si reca sulla scena dell'omicidio e interroga il signor Todd, che dichiara di non sapere chi sia stato a inviare il pacco, però ha un sospetto riguardo a sua moglie Sheba, che non accetta di concedergli il divorzio. Sheba è un personaggio famoso, perché fa parte del cast del programma Real Wives of War. Nel frattempo il direttore Vance non vuole tornare al lavoro dicendo che gli fa ancora molto male la gamba e quando va a fare fisioterapia incontra la signora Mallory, dalla quale è subito attratto. McGee, grande fan di Sheba, decide di controllare il parere dei social nei suoi confronti e nota che lei ha molti haters, tra cui l'utente “LLLeonard”, che commenta dicendo che Sheba dovrebbe mollare un marito che non la merita. Il nome dell'utente è Leonard Finnik. Gibbs, incuriosito da questi commenti, manda Torres e Mcgee a casa di Finnik, dove i due trovano la sagoma di Sheba nel letto e dei poster della donna alle pareti. Mcgee rintraccia il signor Finnik e lo coglie con un pacco in mano, ma all'interno c'è solo la bambola di Sheba. Mentre lo interrogano, arriva la notizia che è esploso un pacco a casa della famiglia Everett, uccidendo la moglie di Everett, e questo evento scagiona il signor Finnik perché la richiesta di inviare quel pacco era stata fatta un'ora prima, quando lui era stato portato nella sede del NCIS. Nel frattempo l'agente Sloane va a casa di Leon Vance e gli dice di non rinchiudersi in se stesso solo perché si sente in colpa per il caso precedente, invitandolo a rientrare in ufficio. Intanto Kasie controlla le due bombe, notando che sono state costruite dalla stessa persona e che all'interno dei pacchi vi è sempre un oggetto simile a una spilla, che in verità è la spilla Budweisers che viene consegnata ai neo SEAL. Gibbs riconosce quella spilla e chiede alla sua squadra di controllare i candidati entrati nei SEAL due mesi prima, tra cui anche il primo ufficiale Todd. Erano stati ammessi 16 candidati, ma uno di loro, David West, è stato poi cacciato per problemi psicologici. Torres e Bishop vanno a casa di David, che però li accoglie sparando e lanciando verso di loro una granata, ferendo Torres sulla scapola. Nel frattempo li raggiungono Gibbs e Mcgee, che lo fermano colpendolo di sorpresa. Il direttore Vance, rientrato in servizio, interroga David e nota che continua a guardare l'orologio, intuendo che sta per esplodere un altro pacco. La squadra riesce a capire a chi è indirizzato perché nota che non ha la fede sull'anulare sinistro, nonostante sia sposato da 5 mesi con Gwen Eisley. Appena scoprono a chi fosse indirizzato il pacco l'agente Bishop chiama la moglie e le dice di non aprire il pacco, perché all'interno vi è una bomba. David ha cercato di uccidere il primo ufficiale Todd perché è stato lui a segnalare che David aveva dei problemi psicologici, mentre il secondo pacco non era indirizzato alla moglie dello psicologo Everett, ma a lui, perché a seguito di varie sedute avesse diagnosticato a David dei problemi mentali. Il terzo pacco era indirizzato a sua moglie perché l'aveva mollato. Alla fine dell'episodio, quando Vance invita a cena la signora Mallory, viene svelato che la donna è stata ingaggiata per spiare il direttore.
- Guest star: Scott William Winters (Westley Clark), Cameron Radice (Primo ufficiale della marina Todd Nicholas), Tara Holt (Sheba Nicholas), JD Walsh (Leonard Finnik), Zach Tinker (David West), Minerva Garcia (avvocato NCIS Taylor Hanna), Naomi Grace (Kayla Vance), Dionne Gipson (Mallory), Sharon Gardner (terapista fisico Ava), Kent Shocknek (Guy Ross), Julien Ari (Walt Fergus), Lana McKissack (campioni di Edie)[non chiaro], Sylvia Kwan (Gwen Eisley).

- Ascolti USA: telespettatori 12 360 000[7]
- Ascolti Italia: telespettatori 1 677 000 – share 6,38%;[8]

## Il terzo incomodo
- Titolo originale: Third Wheel
- Diretto da: James Whitmore Jr.
- Scritto da: Christopher J. Waild

### Trama
Due rangers della North Carolina stanno inseguendo una persona alla guida di una Mustang blu che ha rubato 350.000$, uno la insegue da nord, mentre l'altro da sud. L'auto andando a 60 chilometri orari più veloce, semina i due poliziotti, che però notano che era andata fuori dalla strada in campagna. Procedendo verso le impronte della macchina la individuano, però all'interno non c'era nessuno. Mentre ispezionano l'auto, vedono partire un aereo e leggendo il cartello vedono che era entrato in un aeroporto della marina e in quell'aereo c'era proprio il rapinatore. I due decidono di chiamare l'NCIS. L'aereo era diretto alla Base di Andrews, dove dopo 20 minuti sarebbe atterrato. Nel frattempo Gibbs è in vacanza nella sua baita, dove c'è Phil Brooks, che gli ha dato una mano a costruire la barca e successivamente si presenta l'ex agente Tobias Fornell, perché non hanno posto dove dormire. La squadra dunque viene capitanata da Mcgee, che con Bishop e Torres vanno alla base per ispezionare l'aereo. Viene interrogato tutto il personale di volo e di terra da Mcgee, mentre Bishop ispeziona l'aereo, trovando nel carrello anteriore del sangue e un dito strappato. Il dito viene ispezionato da Kasie e l'impronta risale a un certo Franklin Poe. Palmer intanto stampa la lista delle vacanze di Ducky perché fra pochi giorni esporrà il suo nuovo libro sulla medicina legale. Nel frattempo Kasie cerca di capire dove sia il ladro, perché o aveva il paracadute e quindi è vivo, oppure è morto spiaccicato. Riflettendo capisce che se fosse atterrato con il paracadute in una zona popolata sarebbe stato visto da tutti, allora cerca delle zone che ha percorso l'aereo isolate e l'unica presente è dove Gibbs ha la baita. Gibbs intraprende la caccia all'uomo insieme a Tobias e Phil, che ha comprato un aggeggio per pescare dal nome: Fishloard 3000, dove ci sono giochi e un GPS. Gibbs e i suoi amici sentono dei passi e chiedono chi ci fosse e usci una signora con un coltello in mano, dicendo che stava pescando allora la lasciano andare. Prima di andare la signora gli dice che aveva visto un paracadute a 3 chilometri verso sud. Nel frattempo arriva l'agente Isabel Monet dell'FBI, un'amica di Sloane, che consegna il fascicolo di Franklin Poe, il quale era sotto protezione perché aveva testimoniato contro i suoi complici in una rapina in California. Poe racconta che colei che doveva sorvegliarlo era ormai ex-agente dell'FBI Anne Jenlowe, che però mentre lo scortava si erano innamorati tanto da mollare l'FBI e andare a vivere da lui. Il problema è che lei non si trova più e lei comunque conosce molto bene gli aerei dunque Poe aveva complici. A un tratto succede una cosa inaspettata, Phil scivolando nel bosco trova la borsa con i soldi, ma si rompe una gamba. Phil è costretto a medicarsi e viene aiutato da Gibbs a continuare il percorso per raggiungere la baita. Gibbs stufo di questo Fishloard decide di metterlo nella borsa con i soldi. Gibbs e suoi amici seguono il consiglio dato dalla signora e vedono sia 3 paracaduti, sia il corpo senza un dito e un altro corpo che aveva una ferita da coltello. Gibbs e Tobias mentre analizzano i corpi, sentono uno sparo e corrono subito da Phil, che era rimasto da solo con i soldi e una pistola. Gibbs e Tobias vedono Phil con una pistola puntata sulla tempia dalla signora che era l'ex agente dell'FBI che avevano visto. Gibbs le dà la pistola e la borsa con i soldi alla signora e in cambio avrebbero ricevuto Phil. L'ex agente accetta, ma non rispetta i patti perché cerca di sparare a Tobias, ma mancandolo becca un albero, però le schegge dell'albero finiscono nell'occhio di Tobias. Mcgee cerca di avvisare Gibbs via telefono che ci sono dei complici, ma non essendoci segnale decide di mandare Torres e Bishop alla baita di Gibbs. Gibbs con i suoi due amici feriti arrivano alla baita, dove incontrano Bishop e Torres. Gibbs ordina a Bishop di portare i suoi amici all'ospedale, mentre a Torres di dargli il cellulare e di seguirlo. Gibbs chiama Kasie e si fa dare l'indirizzo di dove è Jenlowe. Gibbs e Torres le tendono una trappola, fermandola in un negozio sulla statale a sud fuori Manassan. Gibbs è riuscito a capire dove fosse Jenlowe perché nella borsa con i soldi c'era il Fishloard 3000 di Phil che aveva un GPS incorporato e ha chiesto a Kasie se potesse rintracciare il Fishloard, così da poter trovare la signora. L'episodio finisce con Torres che prende un appuntamento con l'agente Monet e Gibbs sorseggia una birra con Tobias e Phil.
- Guest star: Joe Spano (Tobias “TC” Fornell), Don Lake (Capitano Phillip Brooks), Kate Orsini (Agente speciale Isabel Monet), Emily Rose (Agente speciale Anna Jenlowe), Rich Ceraulo Ko (Muncie Tyson), Amielynn Abellera (Marina Tenente Kaitlyn Holcomb), Daryl C. Brown (Comandante della Marina Lovinder Prasad), Bo Kane (William Forman), Ian Gregory (Horace Barnes), Jill Czarnowski (Susan Ottsley).

- Ascolti USA: telespettatori 11 870 000[9]
- Ascolti Italia: telespettatori 1 606 000 – share 7,5%[10]

## Schegge di memoria
- Titolo originale: Fragments
- Diretto da: Michael Zinberg
- Scritto da: Gina Lucita Montreal

### Trama
Due ragazzi stanno abbattendo una parete per creare il loro ristorante vegetariano, ma quando spostano l'armadio trovano una lettera inviata nel 1970. I due ragazzi vanno dalla vecchia proprietaria di quel negozio e a cui era indirizzata la lettera, che rimane commossa. Nel frattempo Kasie ottiene un contratto a tempo indeterminato. La signora va dall'agente Gibbs e gli chiede se può riaprire un'indagine sulla morte di suo marito il primo tenente Daniel Hall durante la Guerra in Vietnam. Colui che l'ha ucciso sembrerebbe essere stato Ray Jennings, che sconta l'ergastolo per aver commesso Fragging. In quella tragedia vi è anche un testimone oculare l'ex colonnello Thomas Fletcher. La moglie porta a Gibbs varie cassette di registrazione, perché lui non scriveva lettere ma registrava il messaggio in delle cassette e gliele spediva. Tutta la squadra è impegnata ad ascoltare le registrazioni e Sloane capisce che Hall e Jennings erano molto amici e scandendo bene il significato delle parola capisce che si era suicidato. Gibbs e Mcgee vanno a trovare Ray, che è in galera da 48 anni. Loro non trovano più di tanta collaborazione perché lui è convinto che lo ha ucciso. Gibbs chiede a Vance se può riesumare il cadavere del tenente Hall, ma Leon non accetta, anzi vi è anche un litigio. Torres e Bishop decidono di andar a trovare il testimone Fletcher e gli fanno qualche domanda sulla morte di Hall e lui racconta che Ray e il tenente Daniel erano entrati in tenda, c'era stato un litigio e poi solo silenzio, fino a quando ha sentito una granata a frammentazione esplodere dalla tenda e uscire Jennings. Quindi non aveva visto chi avesse lanciato la granata. Bishop nota che il signor Jennings ha cambiato per ben 2 volte la versione adattandolo a colui che aveva testimoniato. La squadra va da Jennings e gli chiede se lui si ricordasse qualcosa e lui rispose che era ubriaco e che era stato lui a ucciderlo perché ormai la prigione era casa sua. Nel frattempo Gibbs riceve il permesso dal direttore Vance di riesumare il corpo. Il corpo viene analizzato da Palmer che trova incastrata nella costola una targhetta. Gibbs si fionda a casa della moglie e le fa vedere quella targhetta. Quella targhetta era stata fatta per tutti e due prima di partire per il Vietnam. Per l'ultima volta solo Mcgee va a trovare Jennings. Mcgee gli racconta che non ha mai potuto sapere la verità sulla quella guerra perché suo padre non gliel'ha mai raccontato e solo lui poteva raccontare cosa era successo, insistendo che era stato lui a ucciderlo. Quando tutto sembrava perduto Bishop trova un dato molto interessante. Jennings non aveva famiglia, ha detto che spendeva i suoi soldi nello spaccio di libri, il che porta a chiedersi chi gli manda i soldi negli ultimi 30 anni? L'unica persona che gli aveva mandato i soldi era un donatore anonimo che era Fletcher per fare in modo di dargli l'ergastolo. Fletcher viene interrogato e dice che ha detto varie bugie. Jennings quella sera era ubriaco, lui era andato dal tenente per dargli la buonanotte. A un tratto Hall si suicida perché non ce la faceva psicologicamente. Fletcher ha addossato la colpa su Jennings perché era afroamericano e lui non si fidava di dare la sua vita nelle mani di Jennings, allora lo voleva cacciare via. Lui pensò che se la sarebbe cavata con dei richiami come tutti, non con un ergastolo. Alla fine dell'episodio Jennings viene liberato e ha un faccia a faccia con Fletcher. Jennings sembra calmo e dice che è arrabbiato con se stesso, con la guerra e con lui. Alla fine Fletcher non viene arrestato perché per la legge statunitense era passato troppo tempo.
- Guest star: Charlie Robinson (Ray Jennings), Dee Wallace (Claire Hall), Fred Dryer (Thomas Fletcher), Amaris Davidson (Olivia), Steve Olson (Dylan), Cayden Boyd (Danny Hall), Cameron Cowperthwaite (Thomas Fletcher da giovane), Demetrius Hodges (Ray Jennings da giovane), Brett Gipson (Guardia Sam), Juliette Hanover (Nipote).

- Ascolti USA: telespettatori 11 260 000[11]
- Ascolti Italia: telespettatori 1 654 000 – share 6,8%[12]

## Oltre le apparenze
- Titolo originale: Beneath the Surface
- Diretto da: Rocky Carroll
- Scritto da: Scott J. Jarrett e Matthew R. Jarrett

### Trama
Due cadaveri vengono trovati nel bagno di una stazione di benzina. La prima vittima viene identificato nel sottufficiale Tim Buckley, grazie al suo portafoglio e la sua carta d'identità, mentre la seconda vittima rimane sconosciuta. Dal DNA si scopre che risulta essere Anderson Kohl. Kohl e Torres avevano frequentato l'accademia insieme. Era un cadetto modello, ma era stato espulso perché aveva avuto un problema con l'autorità. Torres perse i contatti con Kohl dopo l'espulsione. Intanto, Bishop scopre che Kohl aveva uno stile di vita elevato ma dalle sue tasse non si capisce come poteva permettersi quella vita. Bishop e Torres trovano l'appartamento di Kohl in un lussuoso condominio pieno di oggetti e auto costose. Gli agenti credono che alcune macchine appartenessero ad altri inquilini, invece si scopre che erano tutte di Kohl. Inoltre, nell'appartamento esiste una stanza segreta che custodisce denaro e diversi passaporti con nomi diversi. Torres crede che il suo ex amico possa essere coinvolto nel contrabbando. Gibbs chiede di trovare prove concrete. Il team esclude il contrabbando e il coinvolgimento nell'agenzia di intelligence. Il team non è riuscito a capire cosa fosse e quindi chiede a Kasie di esaminare i reperti. In seguito scopre che la lista dei compleanni risulta essere una lista dei suoi viaggi all'estero che coincidono con la morte di qualcuno. Nella lista dei compleanni erano definiti anche i prossimi obbiettivi, quindi Kohl era un sicario. Le vittime erano spacciatori, membri dei cartelli della droga e membri della mafia. L'unico omicidio diverso era quello di Jenny Wayfair. Era la fidanzata di un proprietario di un banco dei pegni accusato di racket e riciclaggio di denaro. Il team si chiede se qualcuno avrebbe voluto vendicarla. Scoprono chi vendeva le armi a Kohl. Era un suo amico che sapeva cosa faceva Kohl. Era così spaventato perché temeva di essere ucciso a sua volta. Non credeva che la squadra potesse tenerlo al sicuro e quindi rivela solo ciò che non poteva essere collegato a lui. Racconta che Kohl è morto a causa di qualcuno che ha rifiutato di uccidere. Il team necessita di aiuto per capire chi fosse questa persona visto che era in pericolo, così chiedono informazioni a una vecchia fonte. Scoprono che c'è una testimone della morte di Jenny e questa aveva rivelato che qualcuno le aveva fatto pressioni per cambiare la storia. Racconta di essere stata minacciata dal figlio del ragazzo di Jenny. Il figlio è l'uomo che ricicla denaro. Lo aveva nascosto a tutti e, quando Jenny lo aveva scoperto, lui chiama un numero che alcuni dei suoi contatti gli avevano dato. Il figlio afferma che Jenny sarebbe stata minacciata e non uccisa, inoltre rivela il nome associato al numero, ovvero Rachel Brentwood. Quest'ultima è quella che li aveva fatti entrare nel condominio di Khol, in realtà, suo capo. Invece di arrestarla, la squadra è costretta a ucciderla. Così ancora non sanno chi fosse la vittima che Kohl non voleva uccidere. Tutto quello che Brentwood rivela prima di morire è che Kohl si rifiutava di uccidere militari. Da un altro telefono nel suo appartamento ricavano una nuova lista di obbiettivi da uccidere. Tra questi vi è il nome del tenente della Marina Connor Reese, il quale viene messo sotto protezione. Arrestano il suo sicario e quindi smantellano l'attività di noleggio di assassini. Scoprono anche che il sicario stava inseguendo il militare perché era nella giuria di un caso di traffico di droga. La squadra consegna il sicario alla CIA perché ha un procedimento in corso contro questo uomo, tuttavia notano che l'ufficiale della CIA inviato a lavorare con loro è più interessato alla squadra rispetto all'interesse nel risolvere il caso.
- Guest star: Scott William Winters (Ufficiale della CIA Westley Clark), Suzanne Savoy (Rachel Brentwood), Justin Welborn (John Zaprowski), Marla Gibbs (Rosie Brown), Sal Landi (Bill Zaprowski), Kirk Fox (Rod Carmale), Rhomeyn Johnson (Camionista Al), Peter S Kim (Dracula Clark), Will Finley (Adam Neil), Todd Anthony (Tenente della Marina Connor Reese), Dawnmarie Ferrara (Camionista #1).

- Ascolti USA: telespettatori 12 320 000[13]
- Ascolti Italia: telespettatori 1 819 000 – share 7,16%[14]

## Senza arte né parte
- Titolo originale: A Thousand Words
- Diretto da: Alrick Riley
- Scritto da: David J. North

### Trama
Il furto di un muro da una banca della Marina porta il team alla ricerca di un misterioso artista di strada quando alcuni codici QR che vengono scoperti nelle sue opere conducono a siti di attivisti.
- Guest star: Abbie Cobb (Melanie Keller), Ian Alda (Luke Green), Judith Moreland (Carrie Lewis), Jeryl Prescott (Annie Sullivan), David Paluck (regista Glenn Webb), Bill O’Neill (Zach), Luke Jones (Manny Barnes), Shel Bailey (Buttafuori), Adam Kaiz (Televenditore #1), Lisa Dring (Televenditore #2).

- Ascolti USA: telespettatori 12 470 000[15]
- Ascolti Italia: telespettatori 1 595 000 – share 6,40%[16]

## Fuoco amico
- Titolo originale: Friendly Fire
- Diretto da: Thomas J. Wright
- Scritto da: Jennifer Corbett

### Trama
McGee e Bishop viaggiano in Afghanistan dopo che un caso di omicidio negli Stati Uniti è collegato a una serie di soldati uccisi da un fuoco amico all'estero. Inoltre, Kasie lascia il laboratorio e accompagna Torres sul campo per elaborare ulteriori prove forensi.
- Guest star: Jason Gerhardt (Colonnello Marine Jonah Park), Shea Buckner (Xavier Blackburn), Cybus Bobak (Aazar Atwa), Rif Hutton (Generale marino Phillip Braxton), Joe Nieves (Justin Kinneman), JT Neal (Dean), Taylor Blackwell (Trista), Alex Ball (Capo della Marina Richard Granger).

- Ascolti USA: telespettatori 11 950 000[17]
- Ascolti Italia: telespettatori 1 489 000 – share 6%[18]

## Dove eravamo rimasti
- Titolo originale: Tailing Angie
- Diretto da: Terrence O'Hara
- Scritto da: George Schenck

### Trama
Dopo che una complice nella rapina di una casa dell'Ammiraglio è stata rilasciata dalla prigione, la squadra la osserva nella speranza di localizzare il suo partner e ciò che è stato rubato.
- Guest star: James MacDonald (Ammiraglio della Marina Norton Padgett), Cassi Thomson (Angie Gray), Jeff Pierre (Lew Nolte), Miriam A. Hyman (Lanny Peete), Patrick W. Day (Phil Iverson), Susan Angelo (Moglie dell'Ammiraglio).

- Ascolti USA: telespettatori 12 040 000[19]
- Ascolti Italia: telespettatori 1 663 000 – share 6,81%[20]

## Il dono
- Titolo originale: What Child Is This
- Diretto da: Michael Zinberg
- Scritto da: Scott Williams

### Trama
I piani per le vacanze della squadra vengono sospesi quando l'indagine per omicidio di un veterano della Marina include la scoperta di un neonato che non ha identità e non ha legami apparenti con una famiglia. Mentre si recano al centro di assistenza all'infanzia, Bishop e Torres decidono di portare il bambino all'NCIS in modo che la squadra possa occuparsene. Vance e Gibbs dicono a Bishop e Torres che il bambino è la loro responsabilità mentre il caso è in corso. McGee e Jimmy danno una mano a Torres e Bishop aiutando a cambiare i pannolini e avvolgendolo in coperte. Gibbs è semi-costretto a lasciare che il bambino rimanga a casa sua, rifiutando di stargli vicino facendo sì che Bishop e Torres rimangano in piedi e aiutino. La madre del bambino viene trovata e decide di lasciarlo in adozione. L'episodio termina con il bambino che vivrà con la famiglia che originariamente doveva adottarlo prima che fosse rubato.
- Guest star: Rahnuma Panthaky (Neera Kapoor), Niko Nicotera (Albert Leary), Sammi Hanratty (Giovane donna), Matt Nolan (Paul Spencer), Karole Foreman (Lydia Miles), John Wesley (Cappellano Samuel Kemp), Michael Turner Tucker (Jerome Murray), Kirk Bovill (Richard Sims), Ele Keats (Judy Shaw), Dan O’Connor (Pete Shaw), Marsha Kramer (Donna anziana), Bee-Be Smith (volontario).

- Ascolti USA: telespettatori 12 280 000[21]
- Ascolti Italia: telespettatori 1 537 000 – share 6,88%[22]

## Cloro nero
- Titolo originale: Toil and Trouble
- Diretto da: Leslie Libman
- Scritto da: Christopher J. Waild

### Trama
Il Segretario alla Difesa chiede che venga chiusa un'indagine per omicidio che coinvolge il gas di cloro rubato e che Torres e McGee vengano arrestati per azioni intraprese durante il caso.
- Guest star: Mitch Pileggi (Segretario della Difesa degli Stati Uniti Wynn Crawford), Scott William Winters (Ufficiale della CIA Westley Clark), Kasey Mahaffy (Dottore Patton Hartgrave), Angela E. Gibbs (Eden Penzance), Lauren Sweetser (Macy Grant), Katie Von Till (Pamela Juventas), Kent Shocknek (Conduttore notiziario di ZNN Guy Ross), Steve Tom (George Ashley Green), Kimberly Hidalgo (Damigella d'onore), Chance Denman (Miglior uomo).

- Ascolti USA: telespettatori 12 080 000[23]
- Ascolti Italia: telespettatori 1 377 000 – share 6,55%[24]

## L'ultimo legame
- Titolo originale: The Last Link
- Diretto da: Rocky Carroll
- Scritto da: Brendan Fehily

### Trama
Un vecchio amico di famiglia supplica Gibbs di unirsi a lui in un viaggio per cercare un braccialetto identificativo militare mancante; un tenente della Marina in custodia protettiva dell'NCIS viene avvelenato da un famigerato spacciatore.
- Guest star: Dabney Coleman (Caporale dell'esercito John Sydney), Luke Edwards (Tommy Mulligan), Johnny Wactor (Tenente della Marina Ross Johnson), Sam Littlefield (Oliver Sherry), Daniel E. Smith (Cal Frazier), Rochelle Robinson (Megan Boone), Ian Duncan (Michael Deegan), Lisa Maley (Agente in prova NCIS Anna Ventura), Jess Allen (Guardia del corpo di Burly), Adam Aguirre (Ragazzo del servizio in camera in uniforme).

- Ascolti USA: telespettatori 12 210 000[25]
- Ascolti Italia: telespettatori 1 312 000 – share 7,12%[26]

## La regola dieci
- Titolo originale: She
- Diretto da: Mark Horowitz
- Scritto da: Gina Lucita Monreal

### Trama
Il team trova una bambina di 9 anni malnutrita e confusa che è scappata per cercare rifugio in un magazzino dopo essere stata rinchiusa per tutta la vita. Sua madre, Morgan Burke, era scomparsa diversi anni prima e la scoperta della ragazzina porta alla riapertura del caso di Morgan. Bishop scopre che Ziva David aveva continuato a occuparsi del caso anche dopo che l'NCIS aveva cessato ufficialmente le indagini dopo aver scoperto che l'auto di Morgan era caduta da una scogliera e la morte era stata archiviata come suicidio. Gibbs e Bishop entrano in forte contrasto quando quest'ultima cerca di spiegare le sue scoperte alla squadra. Nonostante gli ordini di Gibbs di far cadere la questione, facendo riferimento alla regola n. 10 ("non essere mai coinvolto personalmente in un caso"), Bishop insiste nel suo intento di ritrovare Morgan, e viene condotta in una baracca dove il sospettato Robert Hill la tiene prigioniera. Bishop salva la vita di Morgan che si riunisce con sua figlia, mentre Bishop fa pace con Gibbs, che successivamente brucia un foglietto con la regola n. 10 scritta su di esso. Quando Bishop va a leggere una lettera della madre di Morgan a Hill, che è ciò che Ziva aveva promesso di fare, Hill la sorprende rivelando che un'altra donna gli ha già letto la lettera e che costei avrebbe "perseguitato i suoi sogni"; Bishop ritorna nell' "ufficio" che Ziva aveva affittato e trova un biglietto senza firma. Si legge: "Eleanor Bishop, per la sicurezza della mia famiglia, per favore mantieni il mio segreto".
- Guest star: Sunnie Pelant (Lily Burke di 9 anni).

- Ascolti USA: telespettatori 12 370 000[27]
- Ascolti Italia: telespettatori 1 582 000 – share 8,94%[28]

## Il passato non muore mai
- Titolo originale: Once Upon a Tim
- Diretto da: Tony Wharmby
- Scritto da: David J. North e Steven D. Binder

### Trama
McGee è costretto a ricordare i suoi giorni di liceo quando una sua vecchia password viene trovata sulla scena di un crimine.
- Guest star: Margo Harshman (Delilah Fielding), Matthew Glave (Comandante della Marina John McGee), Charles Tyler Kinder (Giovane McGee), Sammi-Jack Martincak (Giovane Chloe Crane), Stephen Full (Mister Lewis), Audrey Moore (Chloe Crane), John Hartmann (DOD IG Ispettore Richard Sullivan).

- Ascolti USA: telespettatori 12 740 000[29]
- Ascolti Italia: telespettatori 1 326 000 – share 7,32%[30]

## Omicidio all'equatore
- Titolo originale: Crossing the Line
- Diretto da: Michael Zinberg
- Scritto da: Jennifer Corbett

### Trama
La squadra indaga sulla misteriosa morte di un marinaio caduto da un cacciatorpediniere della Marina; Torres deve fare da mentore a tre studenti delle scuole superiori, con suo grande disappunto. Si scopre che uno dei tre ha un doloroso segreto connesso al passato dell'NCIS.
- Guest star: Sean Patrick Thomas (Comandante di Marina Ian Rackham), Sloane Morgan Siegel (Max Girard), Griffin Freeman (Sottoufficiale Seconda Classe di Marina Eric Brown), Ashley Liao (Hayley), Cedric Begley (Blake), Teri Wyble (Kendra Allston), Steven Krueger (Andrew Townsley), Chaunsi Heatley (Marinaio #1), Charles A. Remley III (Capo della marina #1) e Jennifer May (Capo della marina #2).

- Ascolti USA: telespettatori 11 770 000[31]
- Ascolti Italia: telespettatori 1 255 000 – share 6,08%[32]

## Orsi e cuccioli
- Titolo originale: Bears and Cubes
- Diretto da: Diana Valentine
- Scritto da: Scott Williams

### Trama
Il suocero di Palmer gli chiede di manipolare le prove su un caso, mettendo Palmer in una posizione difficile. Ducky discute la sua posizione nella squadra.
- Guest star: Robert Wagner (Anthony DiNozzo Sr.), Larry Miller (Ed Slater), François Chau (Henry Deng), Ping Wu (Peter Liu), Stephen Caffrey (Kevin Braddish), Jacob Zachar (Stevie Slater), Connie Jackson (Elaine), E-Kan Soong (Kenneth Dent), Alexandra Bokyun Chun (Phyllis Wu), Cecile Cubilo (Cosette), Shea Vaughn-Gabor (Jen), Jason Marrs (Joe).

- Ascolti USA: telespettatori 12 080 000[33]
- Ascolti Italia: telespettatori 1 263 000 – share 6,10%[34]

## Sotto la superficie
- Titolo originale: Silent Service
- Diretto da: Rocky Carroll
- Scritto da: Scott J. Jarrett e Matthew R. Jarrett

### Trama
L'indagine di Gibbs e Bishop sulla morte di un Navy SEAL diventa complicata quando il sottomarino è in immersione per una missione - e nessuno può contattarli. Dopo che il caso è stato risolto, Vance offre a Ducky di assumere la posizione di storico dell'NCIS invece di ritirarsi, e accetta.
- Guest star: Matthew Bellows (Capitano di Marina Reginald Barkley), Arlene Santana (Capo della Marina Militare Constance Shaw), Tommy Walker (Sottufficiale prima classe della Marina Justin Hardy), James Ferris (Capitano di Corvetta Gregory Pullman), Michelle Boyd (Sottufficiale capo della Marina Emily Ross), Ransford Doherty (Sottufficiale di seconda classe dei Navy Seal Zachary Harper), Megan Gallagher (Sottosegretario della Marina Jennifer Leo), Tracy Howe (Specialista culinario della Marina Brian Kalr), Ethan Flower (Capo dei Vigile del Fuoco Alfonso Romero), Josh Trant (Capo guardia della Marina), Mark Fite (Walter Miller).

- Ascolti USA: telespettatori 12 180 000[35]
- Ascolti Italia: telespettatori 1 355 000 – share 6,24%[36]

## Monna Lisa
- Titolo originale: Mona Lisa
- Diretto da: Alrick Riley
- Scritto da: David J. North e Brendan Fehily

### Trama
Torres si affida alle capacità investigative della sua squadra dopo essersi svegliato su un peschereccio fatiscente, coperto di sangue e incapace di ricordare le ultime 12 ore.
- Guest star: Scott William Winters (Ufficiale della CIA Wesley Clark), Adam J. Harrington (Comandante della Guardia Costiera Sam Hendrix), Aaron O'Connell (Jordan Peralta), Dionne Gipson (Mallory), Tania Nolan (Impiegata civile Nena Easterling).

- Ascolti USA: telespettatori 11 890 000[37]
- Ascolti Italia: telespettatori 1 466 000 – share 6,51%[38]

## L'ultima a morire
- Titolo originale: Perennial
- Diretto da: Tony Wharmby
- Scritto da: Gina Lucita Monreal

### Trama
A seguito di una incursione di un uomo armato in un ospedale della marina, la squadra dell'NCIS cerca un sospetto che è fuggito, dopo aver ucciso una donna e ferito un poliziotto. Sloane, viene a sapere che sua figlia, abbandonata alla nascita, ora è un testimone chiave per trovare l'assassino.
- Guest star: Kate Hamilton (Faith Tolliver), Brian McNamara (Noah Sykes), Sam Daly (Ufficiale della Polizia dello Stato della Virginia Dale Moseby), Elayn J. Taylor (Odette Malone), Merrick McCartha (Dottore Eugene Pierce), Brian Oblak (MPD Cop #1), Jennifer Carta (Capitano della Marina Veronica Crawford), Kyle Grossmeyer (Giovane uomo), Charlotte Evelyn Williams (Infermiera #1), Roopashree Jeevaji (Dottore).

- Ascolti USA: telespettatori 11 820 000[39]
- Ascolti Italia: telespettatori 1 162 000 – share 5,26%[40]

## Rimorsi
- Titolo originale: Hail & Farewel
- Diretto da: Michael Zinberg
- Scritto da: Jennifer Corbett

### Trama
L'NCIS indaga sull'omicidio di un maggiore che si ritiene sia stato ucciso nell'attacco dell'11 settembre al Pentagono dopo la scoperta di resti umani in un cantiere. Una storia personale con la vittima spinge presto Gibbs a risolvere il suo crimine.
- Guest star: Garrett M. Brown (Generale dei Marine in pensione James Wallace), Doug Savant (Generale di brigata dei Marine Daniel Kent), Erin Cummings (Maggiore dei Marine Ellen Wallace), Cassandra Creech (Amy Tano), Andrew Bilgore (Franklin Morrison), J. Teddy Garces (Omar Lewis), JJ Hawkins (Ingegnere informatico del Dipartimento della difesa Taylor Southard), Danielle Demski (Giornalista ZNN).

- Ascolti USA: telespettatori 11 880 000[41]
- Ascolti Italia: telespettatori 1 228 000 – share 5,60%[42]

## Giustizia o vendetta
- Titolo originale: Judge, Jury...
- Diretto da: James Whitmore Jr.
- Scritto da: Christopher J. Waild

### Trama
Kasie risolve un caso di omicidio di 30 anni prima, usando il DNA, ma una scappatoia nel sistema legale libera il sospettato che viene a sua volta ucciso. Inoltre, McGee deve recarsi sotto copertura per visitare una società di tecnologia nella Silicon Valley. Con la scusa di valutare un'offerta di lavoro altamente retribuita, cercherà informazioni sul misterioso conto nei server della splendifida della Difesa gestiti da questa società.
- Ascolti USA: telespettatori 11 880 000[41]
- Ascolti Italia: telespettatori 1 509 000 – share 6,48%[43]

## Vendetta o giustizia
- Titolo originale: ...And Executioner
- Diretto da: Terrence O'Hara
- Scritto da: Christopher J. Waild e David J. North

### Trama
NCIS indaga su un conto bancario segreto del governo, intestato al segretario della difesa, che finanzia una rete nazionale di giudici che emettono sentenze di morte. Il team deve determinare chi agisce come giudice e giuria.
- Ascolti USA: telespettatori 11 660 000[44]
- Ascolti Italia: telespettatori 1 240 000 – share 5,29%[45]

## Tempo perso
- Titolo originale: Lost Time
- Diretto da: Diana Valentine
- Scritto da: Frank Cardea e Scott Williams

### Trama
Il team indaga sull'omicidio di un sergente, eroe di guerra per aver catturato un famoso terrorista. Gibbs si rivolge alla dottoressa Grace Confalone dopo aver agito contro le sue regole e per aver abbandonato la sua squadra durante l'indagine.
- Guest star: Laura San Giacomo (Grace Confalone)

- Ascolti USA: telespettatori 11 700 000[46]
- Ascolti Italia: telespettatori 1 178 000 – share 5,04%[47]

## Figlie
- Titolo originale: Daughters
- Diretto da: Tony Wharmby
- Scritto da: Steven D. Binder

### Trama
L'ex agente dell'FBI Tobias Fornell supplica Gibbs di fare tutto il necessario per abbattere gli spacciatori dopo che sua figlia Emily è stata ricoverata in ospedale per overdose di oppiacei; Gibbs lotta con le visioni in cui gli appare la defunta Diane, sua ex moglie ed ex moglie di Fornell. Dopo aver catturato i responsabili e aver raggiunto una risoluzione con il fantasma di Diane, Gibbs vede Ziva David apparire a casa sua per avvertirlo che è in pericolo.
- Guest star: Joe Spano (Tobias Fornell), Juliette Angelo (Emily Fornell), Cote de Pablo (Ziva David).

- Ascolti USA: telespettatori 12 100 000[48]
- Ascolti Italia: telespettatori 1 313 000 – share 5,73%[47]